# Nuoto ai campionati mondiali di nuoto 2017 - 50 metri dorso femminili
La gara di nuoto dei 50 metri dorso femminili dei campionati mondiali di nuoto 2017 è stata disputata il 26 luglio e il 27 luglio presso la Duna Aréna di Budapest. Vi prenderanno parte 63 atlete provenienti da 55 nazioni.
La competizione è stata vinta dalla nuotatrice brasiliana Etiene Medeiros, mentre l'argento e il bronzo sono andati rispettivamente alla cinese Fu Yuanhui e alla bielorussa Aljaksandra Herasimenja.

## Medaglie
| Posizione | Atleta                  | Nazionalità |
| --------- | ----------------------- | ----------- |
| Oro       | Etiene Medeiros         | Brasile     |
| Argento   | Fu Yuanhui              | Cina        |
| Bronzo    | Aljaksandra Herasimenja | Bielorussia |

## Programma
| Data           | Ora (UTC+2) | Turno      |
| -------------- | ----------- | ---------- |
| 26 luglio 2017 | 09:30       | Batterie   |
| 26 luglio 2017 | 17:51       | Semifinali |
| 27 luglio 2017 | 18:06       | Finale     |

## Record
Prima della manifestazione il record del mondo e il record dei campionati erano i seguenti.
| Record mondiale       | 27"06 | Zhao Jing Cina | 30 luglio 2009 Roma, Italia |
| Record dei campionati | 27"06 | Zhao Jing Cina | 30 luglio 2009 Roma, Italia |

Nel corso della competizione non sono stati migliorati.

## Risultati

### Batterie
| Posizione | Batteria | Corsia | Atleta                     | Nazionalità       | Tempo | Note  |
| --------- | -------- | ------ | -------------------------- | ----------------- | ----- | ----- |
| 1         | 7        | 4      | Fu Yuanhui                 | Cina              | 27"21 | Q     |
| 2         | 6        | 4      | Aljaksandra Herasimenja    | Bielorussia       | 27"65 | Q     |
| 2         | 6        | 5      | Etiene Medeiros            | Brasile           | 27"65 | Q     |
| 4         | 7        | 6      | Georgia Davies             | Regno Unito       | 27"73 | Q     |
| 5         | 7        | 5      | Holly Barratt              | Australia         | 27"75 | Q     |
| 6         | 5        | 4      | Wang Xueer                 | Cina              | 27"85 | Q     |
| 7         | 5        | 5      | Hannah Stevens             | Stati Uniti       | 27"89 | Q     |
| 8         | 6        | 6      | Emily Seebohm              | Australia         | 27"91 | Q     |
| 9         | 6        | 3      | Kathleen Baker             | Stati Uniti       | 27"94 | Q     |
| 10        | 5        | 7      | Andrea Berrino             | Argentina         | 27"96 | Q, RN |
| 10        | 5        | 3      | Anastasija Fesikova        | Russia            | 27"96 | Q     |
| 12        | 6        | 1      | Mimosa Jallow              | Finlandia         | 28"05 | Q, RN |
| 13        | 7        | 3      | Kylie Jacqueline Masse     | Canada            | 28"10 | Q     |
| 14        | 4        | 4      | Alicja Tchórz              | Polonia           | 28"13 | Q     |
| 15        | 7        | 2      | Simona Baumrtova           | Rep. Ceca         | 28"15 | Q     |
| 16        | 7        | 7      | Theodora Drakou            | Grecia            | 28"22 | Q     |
| 17        | 6        | 2      | Kira Toussaint             | Paesi Bassi       | 28"30 |       |
| 18        | 6        | 9      | Yu Hyoun-ji                | Corea del Sud     | 28"31 |       |
| 19        | 7        | 1      | Kathleen Dawson            | Regno Unito       | 28"42 |       |
| 19        | 5        | 6      | Maaike de Waard            | Paesi Bassi       | 28"42 |       |
| 21        | 6        | 7      | Ida Lindborg               | Svezia            | 28"44 |       |
| 22        | 7        | 0      | Caroline Pilhatsch         | Austria           | 28"45 |       |
| 23        | 5        | 2      | Gabi Fa'amausili           | Nuova Zelanda     | 28"47 |       |
| 24        | 7        | 8      | Aleksandra Urbańczyk       | Polonia           | 28"49 |       |
| 25        | 5        | 0      | Park Han-byeol             | Corea del Sud     | 28"52 |       |
| 26        | 4        | 6      | Ingibjörg Jónsdóttir       | Islanda           | 28"53 | RN    |
| 27        | 4        | 3      | Isabella Arcila Hurtado    | Colombia          | 28"59 |       |
| 28        | 4        | 5      | Maria González Ramirez     | Messico           | 28"67 | RN    |
| 29        | 5        | 1      | Katarína Listopadová       | Slovacchia        | 28"68 |       |
| 30        | 5        | 8      | Daria K Ustinova           | Russia            | 28"73 |       |
| 31        | 6        | 8      | Daryna Zevina              | Ucraina           | 28"78 |       |
| 32        | 7        | 9      | Mathilde Cini              | Francia           | 28"79 |       |
| 33        | 4        | 2      | Sára Jóo                   | Ungheria          | 28"91 |       |
| 34        | 6        | 0      | Ekaterina Avramova         | Turchia           | 29"11 |       |
| 35        | 3        | 5      | Naomi Ruele                | Botswana          | 29"21 | RN    |
| 36        | 3        | 4      | Sigrid Sepp                | Estonia           | 29"24 |       |
| 37        | 4        | 8      | Toto Kwan To Wong          | Hong Kong         | 29"27 |       |
| 38        | 4        | 9      | Gabriela Georgieva         | Bulgaria          | 29"29 |       |
| 39        | 4        | 0      | Chen Szu-chi               | Taipei cinese     | 29"42 |       |
| 40        | 4        | 7      | Jeserik Pinto              | Venezuela         | 29"50 |       |
| 41        | 5        | 9      | Yekaterina Rudenko         | Kazakistan        | 29"51 |       |
| 42        | 3        | 6      | Lushavel Stickland         | Samoa             | 30"04 |       |
| 43        | 3        | 3      | Felicity Passon            | Seychelles        | 30"32 |       |
| 44        | 4        | 1      | Kristina Silvia Steina     | Lettonia          | 30"36 |       |
| 45        | 3        | 7      | Celina Marquez             | El Salvador       | 30"38 |       |
| 46        | 3        | 2      | Kalia Antoniou             | Cipro             | 30"59 |       |
| 47        | 1        | 5      | Xiomara Getrouw            | Suriname          | 30"74 |       |
| 48        | 3        | 8      | Hiba Fahsi                 | Marocco           | 30"75 |       |
| 49        | 3        | 9      | Carolina Cermelli          | Panama            | 30"77 |       |
| 50        | 2        | 8      | Mónica Ramírez Abella      | Andorra           | 30"96 |       |
| 51        | 3        | 1      | Karen Vilorio              | Honduras          | 31"10 |       |
| 52        | 2        | 4      | Elodie Marion Razafy       | Madagascar        | 31"26 |       |
| 53        | 1        | 4      | María José Ribera          | Bolivia           | 31"53 |       |
| 54        | 3        | 0      | Jennifer Rizkallah         | Libano            | 31"65 |       |
| 55        | 2        | 5      | Rusudan Goginashvili       | Georgia           | 31"97 |       |
| 56        | 2        | 7      | Catarina Sousa             | Angola            | 32"24 |       |
| 57        | 1        | 3      | Britheny Joassaint         | Haiti             | 32"45 |       |
| 58        | 2        | 9      | Gisela Liliana Cossa       | Mozambico         | 34"11 |       |
| 59        | 2        | 3      | Gabby Gittens              | Antigua e Barbuda | 34"16 |       |
| 60        | 2        | 1      | Robyn Young                | eSwatini          | 35"46 |       |
| 61        | 2        | 6      | Amanda Joy Poppe           | Guam              | 35"64 |       |
| 62        | 1        | 6      | Tayamika Chang'anamuno     | Malawi            | 37"87 |       |
| 63        | 2        | 2      | Mohamed Andhumdine Nazlati | Comore            | 48"32 |       |

### Semifinali
| Posizione | Semifinale | Corsia | Atleta                  | Nazionalità | Tempo | Note  |
| --------- | ---------- | ------ | ----------------------- | ----------- | ----- | ----- |
| 1         | 2          | 5      | Etiene Medeiros         | Brasile     | 27"18 | Q, AM |
| 2         | 2          | 4      | Fu Yuanhui              | Cina        | 27"19 | Q     |
| 3         | 2          | 2      | Kathleen Baker          | Stati Uniti | 27"48 | Q, RN |
| 4         | 1          | 5      | Georgia Davies          | Regno Unito | 27"49 | Q     |
| 5         | 2          | 3      | Holly Barratt           | Australia   | 27"51 | Q     |
| 5         | 1          | 6      | Emily Seebohm           | Australia   | 27"51 | Q     |
| 7         | 1          | 4      | Aljaksandra Herasimenja | Bielorussia | 27"54 | Q     |
| 8         | 1          | 3      | Wang Xueer              | Cina        | 27"60 | Q     |
| 9         | 2          | 6      | Hannah Stevens          | Stati Uniti | 27"63 |       |
| 10        | 2          | 1      | Kylie Jacqueline Masse  | Canada      | 27"64 | RN    |
| 11        | 1          | 2      | Anastasija Fesikova     | Russia      | 27"65 |       |
| 12        | 2          | 7      | Andrea Berrino          | Argentina   | 27"80 | RN    |
| 13        | 1          | 7      | Mimosa Jallow           | Finlandia   | 27"95 | RN    |
| 14        | 2          | 8      | Simona Baumrtová        | Rep. Ceca   | 28"03 |       |
| 15        | 1          | 8      | Theodora Drakou         | Grecia      | 28"13 |       |
| 15        | 1          | 1      | Alicja Tchórz           | Polonia     | 28"13 |       |

### Finale
| Posizione | Corsia | Atleta                  | Nazionalità | Tempo | Note |
| --------- | ------ | ----------------------- | ----------- | ----- | ---- |
|           | 4      | Etiene Medeiros         | Brasile     | 27"14 | AM   |
|           | 5      | Fu Yuanhui              | Cina        | 27"15 |      |
|           | 1      | Aljaksandra Herasimenja | Bielorussia | 27"23 | ER   |
| 4         | 2      | Emily Seebohm           | Australia   | 27"37 | OC   |
| 5         | 3      | Kathleen Baker          | Stati Uniti | 27"50 |      |
| 6         | 8      | Wang Xueer              | Cina        | 27"55 |      |
| 7         | 7      | Holly Barratt           | Australia   | 27"60 |      |
| 8         | 6      | Georgia Davies          | Regno Unito | 27"61 |      |